# Aire d'attraction de Boulogne-sur-Mer
L'aire d'attraction de Boulogne-sur-Mer est un zonage d'étude défini par l'Insee pour caractériser l’influence de la commune de Boulogne-sur-Mer sur les communes environnantes,
dans le département du Pas-de-Calais. Publiée en octobre 2020, elle se substitue à l'aire urbaine de Boulogne-sur-Mer, qui comportait 49 communes dans le zonage de 2010.

### Carte

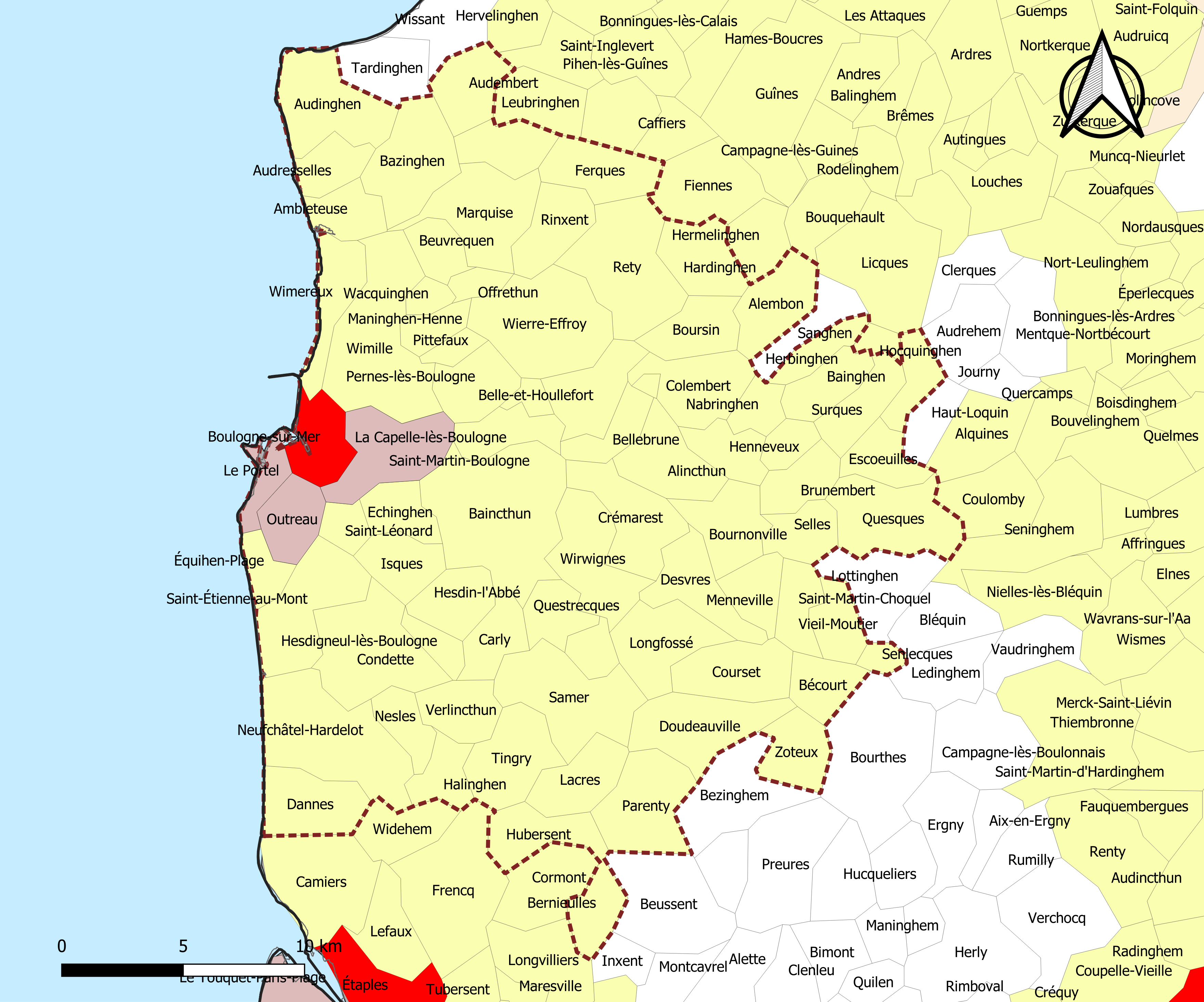
Carte de l'aire d'attraction de Boulogne-sur-Mer.
Commune-centre
Commune du pôle principal
Commune de la couronne

## Définition
L'aire d'attraction d'une ville est composée d’un pôle, défini à partir de critères de population et d’emploi ainsi que d’une couronne constituée des communes dont au moins 15 % des actifs travaillent dans le pôle. Le pôle d’attraction constitue ainsi un point de convergence des déplacements domicile-travail,.

## Géographie
L’aire d'attraction de Boulogne-sur-Mer est une aire intra-départementale qui comporte 80 communes dans le Pas-de-Calais. 

### Composition communale
| Catégorie                  | Département   | Communes | Communes |
| Catégorie                  | Département   | Nombre   | Libellé |
| -------------------------- | ------------- | -------- | --- |
| Commune-centre             | Pas-de-Calais | 1        | Boulogne-sur-Mer. |
| Communes du pôle principal | Pas-de-Calais | 3        | Outreau, Le Portel, Saint-Martin-Boulogne. |
| Communes de la couronne    | Pas-de-Calais | 76       | Alembon, Alincthun, Ambleteuse, Audembert, Audinghen, Audresselles, Baincthun, Bainghen, Bazinghen, Bécourt, Bellebrune, Belle-et-Houllefort, Bernieulles, Beuvrequen, Bournonville, Boursin, Brunembert, Carly, Colembert, Condette, Conteville-lès-Boulogne, Courset, Crémarest, Dannes, Desvres, Doudeauville, Echinghen, Équihen-Plage, Escœuilles, Ferques, Halinghen, Hardinghen, Henneveux, Herbinghen, Hesdigneul-lès-Boulogne, Hesdin-l'Abbé, Hubersent, Isques, Lacres, Leulinghen-Bernes, Longfossé, Longueville, Maninghen-Henne, Marquise, Menneville, Nabringhen, Nesles, Neufchâtel-Hardelot, Offrethun, Parenty, Pernes-lès-Boulogne, Pittefaux, Quesques, Questrecques, Rebergues, Rety, Rinxent, Saint-Étienne-au-Mont, Saint-Léonard, Saint-Martin-Choquel, Samer, Selles, Senlecques, Surques, Tingry, Verlincthun, Vieil-Moutier, Wacquinghen, Le Wast, Wierre-au-Bois, Wierre-Effroy, Wimereux, Wimille, Wirwignes, Zoteux, La Capelle-lès-Boulogne. |

## Démographie
Cette aire est catégorisée dans les aires de 50 000 à moins de 200 000 habitants, une catégorie qui regroupe 18,4 % de la population française au niveau national,.